# Alleine war gestern
Alleine war gestern ist eine deutsche Dramödie von Dagmar Seume aus dem Jahr 2014. Der Film wurde am 31. Oktober 2014 im Rahmen der Biberacher Filmfestspiele uraufgeführt und wurde im Fernsehprogramm erstmals am 20. März 2015 im Ersten ausgestrahlt.

## Handlung
Ricarda, Philip, Uschi, Harry und Eckart sind allesamt Mittsechziger, die sich entschlossen haben, in Köln eine gemeinsame Wohngemeinschaft zu gründen. Dadurch wollen sie Einsamkeit und Geldnot im Alter vorbeugen. Allerdings ist dieses Unterfangen aufgrund der Marotten und Vorstellungen der Bewohner nicht immer einfach, sondern erfordert eine gewisse Toleranz untereinander. Als die fünf gerade dabei sind, sich durch Routinen und gemeinsame Unternehmungen ein angenehmes WG-Leben aufzubauen, erleidet die gesellige Uschi einen schweren Schlaganfall. Sie ist dadurch halbseitig gelähmt und wird so zu einem Pflegefall. Die große Altbauwohnung im dritten Stock, ohne Fahrstuhl, hat nun auch ihre Tücken. Nach einer Diskussion entscheiden sich die vier, Uschi nach ihrer Rehabilitation wieder aufzunehmen, denn die Alternative wäre letztlich nur ein Pflegeheim.
Das Leben in der WG ändert sich. Der frühere Arzt Philip kann die anderen noch einigermaßen auf die neuen Herausforderungen vorbereiten, doch als Uschi dann wieder zurückkommt, stellt dies die Bewohner vor eine gewisse Zerreißprobe. Die neue Rundumbetreuung von Uschi wurde doch etwas unterschätzt und lässt die neu gewonnenen Freiheiten wieder in den Hintergrund treten – neben dem Putzplan gibt es neuerdings einen Plan für Pflegeeinsätze. Philip hatte die WG eigentlich auch gegründet, um eine Zweisamkeit mit Ricarda aufzubauen. Diese hat allerdings andere Sorgen. Ihre Tochter Stella, für die sie gerade kaum Zeit hat, ist schwanger und hätte gern mehr Kontakt zu ihrer Mutter. Harry wird das alles zu viel, er sucht sich eine neue Bleibe. Die früher so lebensfrohe Uschi wird zunehmend depressiver, auch ein Suizidversuch kann gerade noch verhindert werden. Die verbleibenden WG-Bewohner versuchen, sie bei einem gemeinsamen Joint im Bett aufzumuntern. Philip und Ricarda können ihre Gefühle füreinander ansprechen, verbringen mehr Zeit zusammen und lassen ihre alte Liebe endlich aufleben. Ricarda findet auch wieder Gehör für ihre Tochter. Eckart ist sich unschlüssig, wie es mit der WG weitergehen soll, ab und zu trifft er sich mit Harry.
Uschi hat sich selbst einen Heimplatz organisiert, da sie den anderen keine Last mehr sein möchte. Sie zieht ins Heim und die verbliebenen drei Bewohner suchen nach neuen Mitbewohnern. Harry bekommt dies mit und bringt sich gleich als Kandidat ins Gespräch, denn ihm fehlt die soziale Nähe. Die anderen nehmen ihn wieder auf. Harry schlägt vor, Uschi aus dem Heim zu holen und sie wieder aufzunehmen, was die vier in einer Hauruckaktion auch tun. Die WG wagt einen neuen Start zu fünft.

## Produktion
Der Film wurde vom 3. Juni 2014 bis zum 7. Juli 2014 in Köln und Umgebung gedreht.

## Rezeption

### Kritiken
Das Lexikon des internationalen Films schreibt: „Erzählerisch nach gängigen Mustern gestrickte, aber durchaus engagiert gespielte und entwickelte (Fernseh-)Dramödie.“
Rainer Tittelbach gibt dem Film bei tittelbach.tv insgesamt 4,5 von 6 Sternen. Der Erzählrhythmus des Films sei dem realistischen Sujet angepasst, mit einem angenehm flotten Tempo. So würden schon in den ersten 100 Sekunden alle Personen eingeführt und sozial verortet. Die Handlung käme also gleich zur Sache, was dem Kritiker gefällt. Alleine war gestern sei alltagsnah, weder belebe der Film „den Mythos vom glücklichen Altern, noch bläst er dramatisch Trübsal. Am Ende bekommen die sympathischen Figuren und die Idee Rentner-WG ihre zweite Chance...“

### Einschaltquoten
Die Erstausstrahlung des Films am 16. September 2013 im Ersten sahen insgesamt 3,44 Millionen Zuschauer. Dies brachte dem Sender einen Marktanteil von 11,1 %.